# 浦東南路駅
座標: 北緯31度14分24秒 東経121度30分22.46秒 / 北緯31.24000度 東経121.5062389度
浦東南路駅（ほとうなんろ-えき）は、中華人民共和国上海市浦東新区陸家嘴街道にある、上海軌道交通2号線と上海軌道交通14号線の駅。
 14号線の当駅と浦東大道駅の間は、同路線内で最も短い駅間となっている。
将来的には、計画中の19号線も当駅を経由する予定である。

## 歴史
- 1999年9月20日 - 2号線の駅として開業。当時の駅名は東昌路駅であった[4][5]。
- 2021年12月30日 - 14号線の駅が浦東南路駅という名称で開業。
- 2024年9月21日 - 将来の19号線開業時の乗換駅設置に向けて、2号線の東昌路駅が「浦東南路駅」に改称。同時に、当駅に統合された[6]。

## 駅構造
2025年2月現在、2号線と14号線との間は改札外乗り換えとなっている。

2号線の駅は、世紀大道の地下に位置する地下駅であり地下1階が改札階、地下2階がホーム階の構造。ホームは島式1面2線を有しており、可動式ホーム柵が設置されている。
14号線の駅は、浦東大道の地下に位置している。これは14号線の浦東大道区間と浦東大道地下道の建設工事が同時に行われたことに由来し、駅本体は浦東大道地下道（地下1階）の真下にあり駅改札が地下2階、ホームが地下3階に設置されている。

## 隣の駅
上海地下鉄
 2号線
陸家嘴駅 - 浦東南路駅 - 世紀大道駅
 14号線
陸家嘴駅 - 浦東南路駅 - 浦東大道駅